# Joseph Camille Jules Zenardi
Joseph Camille Jules Zenardi, né le 22 avril 1773 à Syracuse (Italie), mort le 23 août 1835 à Marseille (Bouches-du-Rhône), est un général de division italien du Premier Empire.

## États de service
Capitaine en 1799, il participe à la campagne d’Italie, et il devient aide de camp du général Lucotte. 
Il est fait chevalier de la Légion d’honneur le 14 juin 1804, et il est nommé colonel le 7 novembre 1806, au 2e régiment de chasseurs napolitains. Il est fait commandeur de l’Ordre royal des Deux-Siciles le 19 mai 1808.
Il est promu général de brigade le 7 avril 1809 et général de division le 15 novembre 1813, au service du royaume de Naples.
Lors des Cent-Jours, il est remis en activité, au service de la France, avec le grade de lieutenant-général le 19 mai 1815.
Il meurt le 23 août 1835, à Marseille.

## Sources
- (en) « Generals Who Served in the French Army during the Period 1789 - 1814: Eberle to Exelmans »
- Thierry Pouliquen, « Les généraux français et étrangers ayant servis [sic] dans la Grande Armée » (consulté le 11 mai 2015)
- Charles Théodore Beauvais et Vincent Parisot, Victoires, conquêtes, revers et guerres civiles des Français, depuis les Gaulois jusqu’en 1792, tome 26, C.L.F Panckoucke, janvier 1822, 414 p. (lire en ligne), p. 241.